# Duncan White
Duncan White (* 1. März 1918 in Lathpandura bei Kalutara, Ceylon; † 3. Juli 1998 in Nuneaton, England) war ein sri-lankischer Leichtathlet. Er gewann bei den Olympischen Spielen 1948 die Silbermedaille im 400-Meter-Hürdenlauf.
White wurde als zweites von vier Kindern in der britischen Kolonie Ceylon geboren. Er besuchte das Trinity College in Kandy und gehörte dort bereits zu den besten Sportlern.
Am 4. Februar 1948 wurde Ceylon unabhängig. Ende Juli 1948 vertrat Duncan White als einer von sieben Sportlern sein Land bei den Olympischen Spielen in London. Nachdem er seinen Vorlauf in 53,6 Sekunden gewonnen hatte, qualifizierte er sich im Halbfinale mit 52,1 Sekunden als Dritter gerade noch für das Finale. Der US-Amerikaner Roy Cochran gewann das Finale in 51,1 Sekunden, dahinter belegte Duncan White in persönlicher Bestzeit von 51,8 Sekunden den zweiten Platz. 1949 wurde White mit dem Orden MBE geehrt. Bei den British Empire Games 1950 in Auckland siegte White im Hürdenlauf über 440 Yards in 52,5 Sekunden. Er trat auch als Schlussläufer in beiden Staffeln an und wurde jeweils Vierter.
Duncan White gewann die erste olympische Medaille für Sri Lanka (damals noch Ceylon) ein halbes Jahr nach der Unabhängigkeit, danach vergingen 52 Jahre, bis Susanthika Jayasinghe im Jahr 2000 die zweite olympische Medaille für Sri Lanka gewann (Bronze im 200-Meter-Lauf). Duncan White war verheiratet, das Ehepaar lebte in England und hatte sechs Kinder. 1988 wurde er in Sri Lanka mit einer Briefmarke geehrt. 1998 erhielt er die Auszeichnung Deshamanya.